# Záboří (Strakonice)
Záboří é uma comuna checa localizada na região da Boêmia do Sul, distrito de Strakonice.